# NGC 5759
NGC 5759 é uma galáxia irregular (I) localizada na direcção da constelação de Boötes. Possui uma declinação de +13° 27' 22" e uma ascensão recta de 14 horas, 47 minutos e 14,9 segundos.
A galáxia NGC 5759 foi descoberta em 7 de Junho de 1880 por Édouard Jean-Marie Stephan.